# المفكر (منحوتة)
المفكر (بالفرنسية: Le Penseur)‏ عبارة عن تمثال من الرخام والبرونز للنحات الفرنسي أوغوست رودان. التمثال موجود في متحف رودين في باريس. يصور التمثال رجلاً متأملاً يتصارع في دخيلة نفسه مع أفكار عميقة. غالباً ما يمثل التمثال الفلسفة.
تمثال المفكر مصنوع من البرونز وموضوع على قاعدة حجرية. يصور التمثال رجلاً عارياً يجلس على صخرة، ويسند ذقنه بإحدى يديه ليبدو غارقاً في التفكير، يستخدم عادةً كصورة لتمثيل الفلسفة. ثمة 28 نسخة بنفس الحجم من التمثال نفسه يبلغ ارتفاع كل منها 186 سم، لكنها لم تُصنَع كلّها خلال فترة حياة ردوان، ولم تُصنع بإشرافه. كما توجد العديد من النسخ الأخرى مصنوعة من الجص وبأحجامٍ مختلفة. كان تصوّر رودان الأول لهذا العمل كجزءٍ من عمله «بوابات جهنم» الذي كلّف به عام 1880، لكن أول المسبوكات البرونزية الضخمة المألوفة منه ظهرت عام 1904.